# Daniel Jeandupeux
Daniel Jeandupeux (ur. 7 lutego 1949 w Saint-Imier) – szwajcarski piłkarz grający na pozycji środkowego napastnika. W swojej karierze rozegrał 35 meczów w reprezentacji Szwajcarii, w których strzelił 2 gole.

## Kariera piłkarska
Swoją karierę piłkarską Jeandupeux rozpoczął w klubie FC La Chaux-de-Fonds. W 1967 roku stał się członkiem pierwszego zespołu i w sezonie 1967/1968 zadebiutował w jego barwach w pierwszej lidze szwajcarskiej. W FC La Chaux-de-Fonds grał do końca sezonu 1970/1971.
Latem 1971 Jeandupeux przeszedł do FC Zürich. W sezonach 1971/1972 i 1972/1973 dwukrotnie z rzędu zdobył z nim Puchar Szwajcarii. W sezonie 1973/1974 przyczynił się do wywalczenia przez FC Zürich mistrzostwa Szwajcarii, gdy z 26 strzelonymi golami został królem strzelców ligi. W sezonie 1974/1975 FC Zürich obronił tytuł mistrzowski.
W 1975 roku Jeandupeux odszedł z FC Zürich do francuskiego Girondins Bordeaux. W zespole z Bordeaux występował przez cztery sezony, z czego w jednym (1978/1979) grał w jego rezerwach. W 1979 roku wrócił do Szwajcarii i w sezonie 1979/1980 był grającym trenerem w FC Sion, z którym zdobył Puchar Szwajcarii. W latach 1980–1983 był grającym trenerem FC Zürich. W sezonie 1980/1981 wywalczył z nim mistrzostwo kraju. W 1983 roku zakończył karierę piłkarską.
| Sezon   | Klub                 | Kraj       | Rozgrywki      | Mecze | Gole |
| ------- | -------------------- | ---------- | -------------- | ----- | ---- |
| 1967/68 | FC La Chaux-de-Fonds | Szwajcaria | Nationalliga A | 21    | 9    |
| 1968/69 | FC La Chaux-de-Fonds | Szwajcaria | Nationalliga A | 26    | 12   |
| 1969/70 | FC La Chaux-de-Fonds | Szwajcaria | Nationalliga A | ?     | ?    |
| 1970/71 | FC La Chaux-de-Fonds | Szwajcaria | Nationalliga A | 26    | 16   |
| 1971/72 | FC Zürich            | Szwajcaria | Nationalliga A | 25    | 10   |
| 1972/73 | FC Zürich            | Szwajcaria | Nationalliga A | 23    | 11   |
| 1973/74 | FC Zürich            | Szwajcaria | Nationalliga A | 26    | 26   |
| 1974/75 | FC Zürich            | Szwajcaria | Nationalliga A | 25    | 16   |
| 1975/76 | Girondins Bordeaux   | Francja    | Division 1     | 34    | 10   |
| 1976/77 | Girondins Bordeaux   | Francja    | Division 1     | 30    | 14   |
| 1977/78 | Girondins Bordeaux   | Francja    | Division 1     | 10    | 1    |
| 1978/79 | Girondins Bordeaux B | Francja    | Division 3     | ?     | ?    |
| 1979/80 | FC Sion              | Szwajcaria | Nationalliga A | 3     | 0    |
| 1980/81 | FC Zürich            | Szwajcaria | Nationalliga A | 1     | 1    |
| 1981/82 | FC Zürich            | Szwajcaria | Nationalliga A | 1     | 0    |
| 1982/83 | FC Zürich            | Szwajcaria | Nationalliga A | 1     | 0    |

## Kariera reprezentacyjna
W reprezentacji Szwajcarii Jeandupeux zadebiutował 26 marca 1969 w przegranym 0:1 towarzyskim meczu z Hiszpanią, rozegranym w Walencji. W swojej karierze grał w eliminacjach do MŚ 1970, do Euro 72, do MŚ 1974, do Euro 76 i do MŚ 1978. Od 1969 do 1977 roku rozegrał w kadrze narodowej 35 meczów, w których strzelił 2 gole.

## Kariera trenerska
W trakcie kariery piłkarskiej Jeandupeux został trenerem. Jako grający trener prowadził FC Sion (zdobyty Puchar Szwajcarii w 1980) oraz FC Zürich (mistrzostwo kraju w 1981 roku). W latach 1983–1985 był trenerem Toulouse FC, a w 1986 roku został selekcjonerem reprezentacji Szwajcarii. Na tym stanowisku zastąpił Paula Wolfisberga. Selekcjonerem kadry narodowej był do 1989 roku. Jako trener prowadził także francuskie SM Caen, RC Strasbourg i Le Mans FC.